# Malu de Martino
Malu de Martino est une scénariste et réalisatrice brésilienne.

## Filmographie
Réalisatrice
- 2001 : Ismael e Adalgisa
- 2003 : SexualidadeS (court métrage documentaire)
- 2006 : Mulheres do Brasil
- 2010 : Comment t'oublier ? (Como Esquecer)
- 2012 : Margaret Mee e a Flor da Lua (documentaire)

## Distinctions
- 2010 Estrela do Mar Trophy Melhor Filme (meilleur film) pour Como Esquecer
- 2010 Audience Award Melhor Filme (meilleur film) pour Como Esquecer[1]